# 吸脂效應
吸脂效應（或刮脂效應）在英文中是一個貶抑的詞語，意思是公司提供產品或服務時，只提供給需要高價值或是低成本產品或服務之顧客，這其實是一種「道德危機」的樣態。「吸脂」原是從新鮮牛奶提煉奶油的過程所使用的詞語。煉粹使用的器材稱為分離器，它可將更輕的奶油從牛奶中抽離，此時奶油就是最終去掉雜質或較差成分的提煉品（skimmed）。
在商業上，「吸脂」背後的涵義大致如下：供應商已經掌握了「脂」（高價值或低成本的客戶），並且會捨棄提供給較貴或是較難服務的客戶群所希望的產品或服務，或是不傾銷給一些已經喪失了較高價值客戶的既定供應商（也就是原本可以提供額外的收入來補貼或是減少成本去服務較高成本的客戶），並且實際上，較高價值客戶的損失必定需要供應商去提高價格，以彌補收入上的損失，使得讓事情愈弄愈糟。
該詞亦在教育券制的概念被使用，例如較好學生的家長會使用教育券來避免學童進入較差的或是次等的公立學校，以及進入龍蛇混雜的私立學校，但這也讓不容易教導的學生隱藏在公立學校之中，使得情況愈來愈糟。
無論是否相信負面的吸脂效應會發生，或是這只發生在局部的情形，這都是個備受爭議的問題。以下簡單舉出兩個事實，來理解吸脂效應的情形。
1. MCI、Sprint這類的長途電話公司停止了非常高價的商業服務以及一些AT&T的住宅區的服務，也就是捨棄了AT&T較高成本的主要業務或是較少收益的業務來服務（例如在偏遠地區或是人口密集度低的地區）。[1]這可能會會導致嚴重的循環性，當更多顧客拋棄了高價業者的服務而尋求低價業者時，會促使價格提高而彌補急遽攀升的服務價格而導向壓縮的收益基礎。不過，當很多技術改變且長途電話費最終降低到淨成本時，這個情形不會發生。[2]
2. 美國郵政局一直以來獨占了「非急件」的普通郵件之業務。這也讓其他顧客使用自有的郵箱，而非使用美國郵政局的專用郵箱的權利。易言之，這表示，即使宅院門前、人行道上，或是大廈大廳的郵箱，都是由收件人所有，而非美國郵政局所有。按法律來說，美國郵政局只可以使用他們的郵箱來投遞，這看似與實際情況不合，不過該法仍有效力，因為如果美國郵政局沒有獨占，當然其他有競爭力的郵政業者可以來做大多數有利益的業務（如在人口密度高的都會區的地區郵寄費），使美國郵政局只能做較昂貴的都會郵寄與偏遠地區服務。（只是美國郵政局依然是獨占事業，所以得在放寬部分不競爭的情形）[3]